# Aegotheles archboldi
Aegotheles archboldi ("Archbolds uggleskärra", officiellt svenskt trivialnamn saknas) är en fågel i familjen uggleskärror. Fågeln förekommer i subtropiska eller tropiska bergsområden på centrala Nya Guinea, vid Wisselsjöarna. Den behandlas numera oftast ofta som en del av berguggleskärra (A. albertisi), dock ej ännu av IUCN. Den har fått sitt namn efter den amerikanska upptäcktsresande Richard Archbold. IUCN kategoriserar arten som livskraftig.